# Mugamba
Mugamba est une commune, dans la Province de Bururi, à environ 60km au sud de la capitale, Bujumbura, au Burundi.

## Climat
La ville de Mugamba bénéficie d'un climat tempéré. Les précipitations y sont plus faibles en hiver qu'en été. La température à Mugamba est en moyenne de 15,6 °C. La moyenne des précipitations annuelles peut atteindre 1536 mm (env. 1,5 m).
Une différence de seulement 2,0 °C existe entre la température la plus basse et la plus élevée sur toute l'année. Le mois le plus chaud de l'année est février avec une température moyenne de 16,2 °C. Avec une température moyenne de 14,2 °C, le mois de juin est le plus froid de l'année dans cette commune.
Compte tenu des températures relativement peu élevées de la région, la population a adopté des constructions en pisé ("rugo") qui lui permettent de se protéger contre ces basses températures et la forte humidité des plateaux et des montagnes locales.
Ce rugo constitue une unité d'habitations (appelé localement "inzu") de  tous les membres d'une même famille et est entourée d'une clôture  ("urugo") faite de bambous.

## Politique
La commune est connue pour abriter un foyer de rébellion au pouvoir central de Bujumbura, depuis de nombreuses années.
En janvier 2016, la commune a connu une vague de protestations armées de la part de groupes minoritaires, tel que le RED-Tabara, s'opposant au pouvoir de la capitale et notamment à la politique du président Pierre Nkurunziza.
En août 2017 s'y est tenue une conférence des jeunes sur la paix et la cohésion sociale, organisée par le gouvernement, afin de sensibiliser sa jeunesse aux principes de citoyenneté, de discussion sur des sujets politiques et d'actualité. Le gouvernement du Burundi, à travers le ministère de l’Intérieur et de la formation patriotique, ayant conçu un programme de camps de travail et de formation à travers tout le pays pour baliser contre les violences auxquelles les jeunes ont participé dans quelques régions, dont celle de Mugamba.

## Économie
L'économie locale est intégralement dépendante de l'agriculture. La région du Mugamba est une région pastorale. L’agriculture y est intimement liée à l’élevage bovin et les pâturages sont globalement pauvres et dégradés par suite de surpâturage. Les sols sont acides et infertiles. 
Ainsi, l'ONUAA y a lancé un programme de développement agricole, en formant par exemple les agri-éleveurs locaux aux méthodes de rotation des cultures, à la plantation de haies fourragères anti-érosives ou encore à l'introduction d'espèces de plantes ligneuses pour l'alimentation du bétail.

## Services et bâtiments
Le village dispose d'un dispensaire, "CDS Muramba", qui sert une population environnante de plus de 25 000 personnes (2016) ainsi que d'une église.

## Environnement
Le village se situe au cœur de la région naturelle de Mugamba

## Utilisations du nom
Le nom de Mugamba est utilisé dans l'industrie du jeu vidéo, notamment dans le jeu World of Warcraft, avec la quête "Rage du Mont Mugamba", le talisman "Force de Mugamba" et "Rage de Mugamba".